# Paul Palmer
Paul Rory Palmer (* 18. Oktober 1974 in Lincoln, England) ist ein ehemaliger britischer Schwimmer. Er gewann eine olympische Silbermedaille, war bei Weltmeisterschaften zweimal Dritter auf der 50-Meter-Bahn und erschwamm drei Silber- und zwei Bronzemedaillen auf der 25-Meter-Bahn. Bei Europameisterschaften erhielt er drei Gold-, vier Silber- und drei Bronzemedaillen auf der Langbahn und je eine Silber- und Bronzemedaille auf der Kurzbahn.

## Karriere

### Die Jahre bis 1996
Der Zweimetermann vom City of Lincoln Pentaqua SC war ein Spezialist über 200 Meter und 400 Meter Freistil. Bei den Olympischen Spielen 1992 in Barcelona trat Palmer in drei Disziplinen an. Über 200 Meter Freistil verfehlte er das A-Finale um 0,56 Sekunden und belegte als Sieger des B-Finales den neunten Platz in der Gesamtwertung. Die 4-mal-200-Meter-Freistilstaffel mit Paul Palmer, Steven Mellor, Stephen Akers und Paul Howe erreichte den sechsten Platz. Auch über 400 Meter Freistil qualifizierte sich Palmer für das B-Finale und wurde insgesamt Zehnter. Im August 1993 war Sheffield Gastgeberstadt der Schwimmeuropameisterschaften 1993. Über 200 Meter Freistil wurde Palmer Vierter, hatte dabei aber über eine Sekunde Rückstand auf den Schweden Anders Holmertz den Gewinner der Bronzemedaille. Wie über 200 Meter Freistil siegte auch über 400 Meter Freistil der Finne Antti Kasvio. Mit 0,35 Sekunden Rückstand auf Kasvio gewann Palmer die Silbermedaille vor Anders Holmertz. Im Dezember 1993 fanden in Palma de Mallorca die ersten Kurzbahnweltmeisterschaften statt. Über 400 Meter Freistil siegte der Australier Daniel Kowalski vor Antti Kasvio und Paul Palmer. Palmer hatte im Ziel allerdings nur 0,02 Sekunden Vorsprung vor dem Neuseeländer Trent Bray. Anfang 1994 schwamm Palmer noch im Weltcup, bei den internationalen Meisterschaften 1994 war er nicht am Start.
Nach fast einem Jahr ohne internationalen Wettkampf war Palmer Anfang 1995 wieder im Weltcup dabei. Bei den Europameisterschaften 1995 in Wien wurde Palmer Sechster über 200 Meter Freistil. Über 400 Meter Freistil gewann der Deutsche Steffen Zesner mit 0,08 Sekunden Vorsprung vor Palmer, Dritter wurde wieder einmal Anders Holmertz. 1996 bei den olympischen Schwimmwettbewerben in Atlanta erreichte Palmer das Finale über 200 Meter Freistil und belegte den achten Platz. Die 4-mal-200-Meter-Freistilstaffel mit Paul Palmer, Andrew Clayton, Mark Stevens und James Salter schlug als Fünfte an. Über 400 Meter Freistil hatte sich der eigentliche Favorit Kieren Perkins aus Australien nicht einmal für den Olympiastart auf dieser Strecke qualifiziert. Im Finale von Atlanta siegte der Neuseeländer Danyon Loader, eine Sekunde dahinter gewann Palmer die Silbermedaille vor Daniel Kowalski und dem Vorlaufschnellsten, dem Italiener Emiliano Brembilla. Palmer trat in Atlanta auch über 1500 Meter Freistil an und war Zehntschnellster der Vorläufe.

### Die Jahre ab 1997
Im April 1997 fanden die Kurzbahnweltmeisterschaften in Göteborg statt. Über 400 Meter Freistil gewann der Australier Grant Hackett die Bronzemedaille mit 0,07 Sekunden vor Paul Palmer und 0,10 Sekunden vor dem fünftplatzierten Deutsche Jörg Hoffmann. In der 4-mal-200-Meter-Freistilstaffel siegten die Australier vor den Schweden, die britische Staffel mit Palmer, Clayton, Stevens und Salter gewann die Bronzemedaille vor dem deutschen Quartett. Im August bei den Europameisterschaften in Sevilla siegte Palmer über 200 Meter Freistil mit 0,17 Sekunden Vorsprung auf den Italiener Massimiliano Rosolino. Seine zweite Goldmedaille gewann Palmer in der 4-mal-200-Meter-Freistilstaffel. Palmer, Clayton, Gavin Meadows und Salter schlugen 0,28 Sekunden vor den Niederländern an. Über 400 Meter Freistil siegten die Italiener Brembilla und Rosolino vor Paul Palmer. Anfang 1998 bei den Weltmeisterschaften in Perth belegte Palmer über 200 Meter Freistil nur den siebten Platz. Die britische 4-mal-200-Meter-Freistilstaffel mit Paul Palmer, Gavin Meadows, Andrew Clayton und James Salter erschwamm die Bronzemedaille hinter den Australiern und den Niederländern. Über 400 Meter Freistil gingen Gold und Silber an die Australier Grant Hackett und Ian Thorpe, Palmer erkämpfte die Bronzemedaille vor Brembilla und Rosolino. Nach den Weltmeisterschaften setzte Palmer wieder ein Jahr aus.
Er kehrte im April 1999 bei den Kurzbahnweltmeisterschaften in Hongkong zurück. Dort wurde er Sechster über 400 Meter Freistil. In der 4-mal-200-Meter-Freistilstaffel siegten die Niederländer vor Gavin Meadows, Sion Brinn, Paul Palmer und Edward Sinclair. Ende Juli bei den Europameisterschaften in Istanbul gewann Palmer den Titel über 400 Meter Freistil vor Emiliano Brembilla und dem Rumänen Dragoș Coman. Über 200 Meter Freistil siegte der Niederländer Pieter van den Hoogenband mit fast einer Sekunde Vorsprung vor Palmer. Das Rennen in der 4-mal-200-Meter-Freistilstaffel gewann die deutsche Mannschaft mit 0,28 Sekunden Vorsprung auf das britische Team mit Paul Palmer, Gavin Meadows, James Salter und Andrew Sinclair. Im März 2000 wurden die Kurzbahnweltmeisterschaften in Athen ausgetragen. Palmer wurde über 400 Meter Freistil Zweiter hinter Chad Carvin aus den Vereinigten Staaten. Das Quartett aus den Vereinigten Staaten gewann auch die 4-mal-200-Meter-Freistilstaffel. Edward Sinclair, Marc Spackman, Paul Palmer und James Salter erhielten die Silbermedaille vor den Russen. Im Juli 2000 fanden die Europameisterschaften in Helsinki statt. Über 400 Meter Freistil siegte Emiliano Brembilla vor Dragoș Coman, Paul Palmer wurde Dritter. Über 200 Meter Freistil siegte Massimiliano Rosolino vor Pieter van den Hoogenband, Palmer erhielt auch für dieses Rennen die Bronzemedaille.
Bei den Olympischen Spielen in Sydney, die im September 2000 ausgerichtet wurden, wurde Palmer zunächst Zehnter der Vorläufe über 400 Meter Freistil und schied damit aus. Am Tag danach fanden die Vorläufe und die Halbfinalläufe über 200 Meter Freistil statt und Palmer konnte sich als Achtschnellster gerade noch für den Endlauf qualifizieren. Im Finale siegte Pieter van den Hoogenband vor Ian Thorpe und Massimiliano Rosolino. Hinter Josh Davis aus den Vereinigten Staaten wurde Palmer Fünfter vor seinem Landsmann James Salter. Die britische 4-mal-200-Meter-Freistilstaffel mit Edward Sinclair, Paul Palmer, Marc Spackman und James Salter belegte ebenfalls den fünften Platz. Palmer trat auch über 1500 Meter Freistil an, war aber mit der 17. Zeit der Vorläufe abgeschlagen. Ende 2000 schwamm Palmer bei den Kurzbahneuropameisterschaften in Valencia. Über 400 Meter Freistil wurde er Zweiter hinter Rosolino. Über 200 Meter Freistil gewann ebenfalls Rosolino, hinter dem Tschechen Květoslav Svoboda erhielt Palmer die Bronzemedaille. Zum Abschluss seiner Karriere schied Palmer bei den Weltmeisterschaften 2001 in Fukuoka als Zehntschnellster im Halbfinale über 200 Meter aus. Die 4-mal-200-Meter-Freistilstaffel mit Sinclair, Palmer, Spackman und Salter wurde Vierte mit zwei Sekunden Rückstand auf das drittplatzierte US-Team.